# Satyr (pták)
Satyr (Tragopan) je rod hrabavých ptáků z čeledi bažantovitých (Phasianidae). Satyrové dispoují výrazným pohlavním dimorfismem, kohouti jsou u každého druhů dobře rozeznatelní podle barev a kreseb na peří a na kožených límcích na hrdle. Límec se u každého druhu liší barvami a kresbou.

## Taxonomie
Název satyr pochází od jednoho z výrazů pro lesní a horské démony v podobě koz, což souvisí s hlasovým projevem kohoutů v době toků a námluv, jenž připomíná mekot koz.

### Seznam druhů
K satyrům se řadí následujících 5 druhů:
| Ilustrace hlavy | Vědecké jméno           | Běžné jméno      | Areál výskytu                                                    |
| --------------- | ----------------------- | ---------------- | ---------------------------------------------------------------- |
|                 | Tragopan melanocephalus | satyr černohlavý | severní Indie a Pákistán                                         |
|                 | Tragopan satyra         | satyr himálajský | Indie, Tibet, Nepál a Bhútán                                     |
|                 | Tragopan temminckii     | satyr Temminckův | od severního Myanmaru po Vietnam                                 |
|                 | Tragopan blythii        | satyr Blythův    | od Bhútánu po severovýchodní Indii, severní Myanmar, Tibet, Čína |
|                 | Tragopan caboti         | satyr Cabotův    | Čína                                                             |

## Chov v zoo
V evropských zoo jsou zastoupeny tři druhy: satyr Temminckův, satyr himálajský a satyr Cabotův (seřazeno sestupně podle zastoupení). Zoo Praha vede evropskou plemennou knihu satyra Cabotova.